# 欽定續通典
| 十通               |
| 《通典》           |
| 《通志》           |
| 《文献通考》       |
| 《续通典》         |
| 《续通志》         |
| 《续文献通考》     |
| 《清朝通典》       |
| 《清朝通志》       |
| 《清朝文献通考》   |
| 《清朝续文献通考》 |

《欽定續通典》，清嵇璜、劉墉等於乾隆三十二年奉敕撰，紀昀等校訂，成書於乾隆四十八年（1783年），十通之一。與《欽定續通志》《欽定續文獻通考》，合稱為「續三通」。

## 內容
《續通典》，全書一百五十卷，體例仿《通典》，惟兵、刑分設二門，共九門，門下子目稍有改變。取材原則是先見取正史，再參以《唐六典》《唐會要》《五代會要》《冊府元龜》《太平禦覽》《山堂考索》《契丹國志》《大金國志》《元典章》《明集劄》《明會典》等典志。全書詳細記載唐肅宗至德元年至明崇禎十七年(1644年)的典章政制，興亡得失，尤以明史料最詳。

## 目錄
《續通典》目錄，續通典一百五十卷，食貨凡十六卷(卷一至十六)、選舉凡六卷(卷十七至二十二)、職官凡二十二卷(卷二十三至四十四)、禮凡四十卷(卷四十五至八十四)、樂凡七卷(卷八十五至九十一)、兵凡十五卷(卷九十二至一百六)、刑法凡十四卷(卷一百七至一百二十)、州郡凡二十六卷(卷一百二十一至一百四十六)、邊防凡四卷(卷一百四十七至一百五十)。

## 提要
《四庫提要》：「杜佑《通典》，終於天寶之末。是書所續，自唐肅宗至德元年訖明崇禎末年。凡《選舉》六卷，《職官》二十二卷，《禮》四十一卷，《樂》七卷，《兵》十二卷，《刑》十六卷，《州郡》十八卷，《邊防》四卷，《食貨》十八卷。篇目一仍杜氏之舊。惟杜氏以兵制附《刑》後，今則《兵》《刑》各為一篇，稍有不同。考古者虞廷九官，有士而無司馬。凡蠻夷寇賊，一隸於士。《魯語》臧文仲稱：「大刑用甲兵，其次用斧鉞。中刑用刀鋸，其次用鑽笮。薄刑用鞭樸。」則兵刑可以為一。又《左傳》紀少昊以祝鳩為司馬，爽鳩為司寇。而秋官、夏官《周禮》亦分兩職。則兵刑亦可為二。以事蹟多寡，卷帙繁簡，酌為門目之分合，其宏旨仍不異也。至於編纂之例，唐代年祀稍遠，舊典多亡。五代及遼，文獻靡徵，史書太略，則旁搜圖籍以求詳。明代見聞最近，雜記實繁。宋、金及元，著作本多，遺編亦夥，則嚴核異同以傳信。總期於既精既博，不濫不遺。案，《宋史•藝文志》有宋白《續通典》二百卷，今其書已亡。陳振孫《書錄解題》載其咸平三年奉詔，四年九月書成，起唐至德初，迄周顯德末。又載王欽若言，杜佑《通典》，上下數千載為二百卷，而其中四十卷為開元禮。今之所載二百餘年，亦如前書卷數，時論非其重複。茲編仰稟聖裁，酌乎繁簡之中。而九百七十八年內典制之源流，政治之得失，條分件系，綱舉目張。誠所謂記事提要，纂言鉤玄，較諸杜氏原書，實有過之無不及。宋白所續，更區區不足道矣。」

## 版本
- 《欽定續通典》，四庫全書刻本，清乾隆五十二年。[2]
- 《皇朝續通典》，杭州浙江書局刊本，清光緖八年(1882)。[3]
- 《十通》第二種，《欽定續通典》，上海商務印書館刊本，民國二十四年(1935年)。[4]
- 《續通典》，臺北新興書局刊本，民國四十七年(1958年)。[4]

## 註解
1. ↑  欽定四庫全書總目提要
2. ↑  國立故宮博物館藏書
3. ↑  中華民國國家圖書館善本藏書
4. 1 2  中華民國國家圖書館藏書

## 延伸阅读
[在维基数据编辑]
 在维基文库阅读本作品原文（ 在维基共享资源阅览影像）
 《欽定續通典 (四庫全書本)》